# AB Karl Hedin Bygghandel
AB Karl Hedin Bygghandel, som är dotterbolag till AB Karl Hedin, är en svensk bygghandelskedja med huvudkontor i Falun. Omsättning var 3,7 miljarder under 2021.
Efter att under 2023 öppnat bygghandel i Sälen, omfattar kedjan 50 butiker från Östersund i norr till Trollhättan i söder.
Bolagets VD (och minoritetsägare) är 2016 Lars Lindgren.